# Nicrophorus nigricornis
Nicrophorus nigricornis là một loài bọ cánh cứng trong họ Silphidae được miêu tả bởi Faldermann in 1835.